# You Wouldn't Know Love
You Wouldn't Know Love è un brano musicale scritto da Michael Bolton e Diane Warren, apparso nel 1989 negli album Soul Provider di Bolton e Heart of Stone di Cher. Il brano è stato pubblicato come singolo da Cher nel 1990.

## Tracce
Singolo CD
1. You Wouldn't Know Love
2. Kiss to Kiss

## Classifiche
| Classifica (1990) | Posizione raggiunta |
| ----------------- | ------------------- |
| Regno Unito       | 55                  |